# Ода Нобуюки
Ода Нобуюки (яп. 織田 信行, 1536? — 22 ноября 1557) — самурайский полководец средневековой Японии периода Сэнгоку. Сын Оды Нобухидэ, младший брат Оды Нобунаги. В документах появляется также под именами Ода Нобукацу, Ода Тацунари и Ода Нобунари. Хозяин замка Суэмори в провинции Овари (в настоящее время префектура Айти).
Ода Нобуюки был одним из главных оппонентов Оды Нобунаги в борьбе за объединение провинции Овари. К 1555 году его старший брат уже уничтожил трёх противников — своего дядю Оду Нобумицу и двух младших братьев — Оду Кирокуро и Оду Ясуфусу. Нобуюки остался один.
В 1556 году погиб союзник Нобунаги Сайто Досан. Некоторые влиятельные старейшины рода Ода перешли на сторону Нобуюки и вступили в открытый вооружённый конфликт с его братом, захватив ряд поселений. В битве при Иноуэ, которая произошла между войсками Нобунаги и Нобуюки, последние потерпели сокрушительное поражение. Побеждённых спасло только покровительство матери обоих братьев — госпожи Доты Годзэн.
В следующем, 1557 году, Нобуюки собирался снова восстать против Нобунаги, но измена его вассала Сибаты Кацуиэ, который доложил старшему брату о действиях своего сюзерена, разрушила его планы. Ода Нобунага притворился больным и заманил в свою резиденцию младшего брата, имевшего обязанность навестить старшего родственника. Когда Нобуюки вошёл в покои Нобунаги, самураи последнего напали на него и убили.